# レイクランド大学ジャパン・キャンパス
レイクランド大学
ジャパン・キャンパス
 Lakeland University Japan Campus
| 創立         | 1991年 （本校は1862年） |  |
| 学校種別     | 私立、Liberal Arts College |  |
| 学長         | Charles Laurier （チャールズ・ローリエ） |  |
| 専攻分野     | ジャパン・キャンパス在学中は、教養学 |  |
| 所在地       | 東京都墨田区横網1丁目10-5 北緯35度41分53秒 東経139度47分41秒 / 北緯35.69806度 東経139.79472度座標: 北緯35度41分53秒 東経139度47分41秒 / 北緯35.69806度 東経139.79472度 |  |
| キャンパス   | 東京都墨田区横網1丁目10-5 国技館フロントビルディング |  |
| 課程         | 準学士号課程、学士号課程、修士号課程（ジャパン・キャンパス） 学士号課程、修士号課程(本校)                                                                              |  |
| 学生数       | 約250名 |  |
| 認可         | 文部科学省指定 外国大学の日本校 米国北中部大学認定協会認可 |  |
| ウェブサイト | luj.lakeland.edu |  |

レイクランド大学ジャパン・キャンパス（Lakeland University Japan Campus）は、アメリカ合衆国ウィスコンシン州シボイガンにあるレイクランド大学 (Lakeland University)を本校とする米国大学日本校である。現在は東京都墨田区横網にジャパン・キャンパスがある。

## 概要
1991年、学校法人呉学園がレイクランド大学日本校として豊島区に設立。1996年にレイクランド大学本校の経営に移管され新宿6丁目に移転、2008年5月にキャンパスが新宿5丁目に移転、2022年1月に墨田区横網1丁目に移転した。
ジャパン・キャンパスのカリキュラムは、英語研修課程(EAP=English for Academic Purposes)および教養課程(Academic Program)によって構成され、ジャパン・キャンパスを卒業すると米国大学の短期大学士・学士・修士の学位を取得する事ができる。
米国北中部大学認定協会(The North Central Association of Colleges and Schools)認可、及び文部科学省『外国大学等日本校』の指定を受けている。

## 歴史
1991年、学校法人呉学園がレイクランド大学日本校として豊島区に設立。1996年にレイクランド大学本校の経営に移管され新宿6丁目に移転、2008年5月に新宿5丁目に移転、2022年1月に墨田区横網1丁目に移転した。
2005年12月文部科学省より、アメリカの私立大学として初めて外国大学の日本校の指定を受ける。

## カリキュラム
レイクランド大学ジャパン・キャンパス準学士号課程のカリキュラムは、主にアカデミック・スキルと呼ばれる総合的思考力を養成する『英語研修課程（EAP=English for Academic Purposes）』と、単位履修を行い、短期大学士号を取得する『教養課程（Academic Program）』の2つによって構成される。
『英語研修課程（EAP）』は、英語を母国語としない学生に対して、英語教育のみならず、大学で学ぶために必要な力を総合的に学習できるカリキュラムを取っている。
アメリカの大学に良く見られる、大学に併設されている語学研修学校との大きな違いは、英語研修課程のプログラムが大学の教養課程で学ぶことに主眼が置かれていることである。
概して語学研修学校では、大学に併設されてはいるものの、大学とは組織が別となっている場合が多い。
語学研修学校への入学は、大学への入学とは全く別物で、申し込めばだれでも入学が許可される。しかし多くの日本人にとって、大学に入学することと混同される場合が多い。
また、語学を学ぶことが主たる目的であるため、大学での勉強に沿って英語を学ぶカリキュラムにはなっていない事も多々ある。
これとは対照的に、レイクランド大学ジャパン・キャンパスでは、入学審査の後、教養課程を履修するまでに英語力が達していない場合は、学内で英語の研修を行うシステムをとっている。つまり、学生の身分はレイクランド大学ジャパン・キャンパスの正式な学生である。これは、『英語』という非常に広範囲な分野を学ぶには、『大学で学ぶ』という明確な目標を持った方が身に付けやすいこと、また大学で行われている授業を題材に英語を学ぶために、スラングなどを用いず、明確な意思表示などの方法を学ぶ事が出来る、などのメリットがある。
英語研修課程はいくつかのレベルに分けて授業が行われている。入学前までの英語力により、英語研修課程が終了するまでの期間は異なる。

『教養課程（Academic Program）』は、米国本校と全く同じ教養課程(俗にGeneral Study, Coreなどとも呼ばれている）の授業が行われており、米国大学認定協会の認可を受けた正規の授業となる。
ほとんどの科目が1科目3単位（一部科目は4単位）の授業となり、規定に従って全て履修をし終えると、米国大学の短期大学士号（Associate of Arts）を取得する事ができる。同時に、レイクランド大学本校のSophomoreを終えたこととなり、卒業した学生の希望者は全員レイクランド大学のJuniorの学生として継続して米国本校で学ぶ事ができる。
教養課程のカリキュラムは、基礎科目(Basic Skills)、修辞学(Rhetorical Development)、学際研究(Interdisciplinary Studies)、人文学(Humanities)、芸術(Artistic Experience)、科学(Scientific Experience)、歴史・アメリカ研究(History and American Studies)、宗教学(Religious Studies)、社会学(Social Studies)、数学(Quantitative Analysis)及び選択科目(Electives)により構成されており、それぞれの分野で1-3科目を履修する。
また、選択科目では、渡米後に専攻分野で必要となる科目を選択する事ができる。
大学の授業は全て学期単位制で履修をし、規定の単位数を取得し、かつ成績が基準以上である事、履修を義務付けられた授業を全て履修していることなどの条件を満たすと、レイクランド大学ジャパン・キャンパス準学士号課程を卒業となり、米国大学の短期大学士号を取得できる。
そのため、日本の大学と異なり、卒業までの年限が必ずしも2年と決まっているわけではない。

## 卒業後の進路
ジャパン・キャンパスを卒業した全学生がレイクランド大学本校へ進学することができる。その為、卒業生の約6割が本校に進学する。
それ以外の学生は、主に米国の他大学に進学する。
また、2005年の文部科学省の指定に伴い、日本の大学の3年次に編入する事もできる。2006年の卒業生のうち、若干名が日本の大学に編入をした。今後は日本の大学に編入を希望する学生も増加する可能性がある。